# Березнегуватська селищна рада
Березнегуватська се́лищна ра́да — орган місцевого самоврядування в Березнегуватському районі Миколаївської області. Адміністративний центр — селище міського типу Березнегувате.

## Загальні відомості
- Територія ради: 281,86 км²
- Населення ради: 8 159 осіб (станом на 2001 рік)
- Територією ради протікає річка Висунь.

## Населені пункти
Селищній раді підпорядковані населені пункти:
- смт Березнегувате
- с. Калачеве
- с. Маломихайлівське
- с. Червонопілля

## Склад ради
Рада складається з 30 депутатів та голови.
- Голова ради: Клеветенко Володимир Васильович

### Керівний склад попередніх скликань
| Прізвище, ім'я, по батькові     | Основні відомості                                                        | Дата обрання | Дата звільнення |
| ------------------------------- | ------------------------------------------------------------------------ | ------------ | --------------- |
| Клеветенко Володимир Васильович | Селищний голова, 1961 року народження, освіта вища, безпартійний         | 26.03.2006   | 31.10.2010      |
| Клеветенко Володимир Васильович | Селищний голова, 1961 року народження, освіта вища, член Партії регіонів | 31.10.2010   |                 |

Примітка: таблиця складена за даними сайту Верховної Ради України

### Депутати
За результатами місцевих виборів 2010 року депутатами ради стали:

#### За суб'єктами висування
| Суб'єкт висування                                       | Кількість обраних депутатів | %    |
| ------------------------------------------------------- | --------------------------- | ---- |
| Партія регіонів                                         | 14                          | 46,7 |
| Народна партія                                          | 4                           | 13,3 |
| Політична партія Всеукраїнське об'єднання «Батьківщина» | 4                           | 13,3 |
| Соціалістична партія України                            | 3                           | 10   |
| Комуністична партія України                             | 2                           | 6,7  |
| Політична партія «Сильна Україна»                       | 2                           | 6,7  |
| Аграрна партія України                                  | 1                           | 3,3  |

#### За округами
| № округу                                                | Прізвище, ім'я, по батькові      | Дата визнання обраним | Освіта             | Партійна приналежність                        | Відомості про обраного депутата |
| ------------------------------------------------------- | -------------------------------- | --------------------- | ------------------ | --------------------------------------------- | --- |
| Аграрна партія України                                  |                                  |                       |                    |                                               | |
| 25                                                      | Артем'єв Микола Антонович        | 01.11.2010            | середня спеціальна | член Аграрної партії України                  | Управління АПК Березнегуватської райдержадміністрації, головний спеціаліст                                                                           |
| Комуністична партія України                             |                                  |                       |                    |                                               | |
| 2                                                       | Клеветенко Віктор Васильович     | 01.11.2010            | вища               | позапартійний                                 | пенсіонер |
| 10                                                      | Беззуб Сергій Вікторович         | 01.11.2010            | вища               | член Комуністичної партії України             | Відділ Держкомзему у Березнегуватському районі, заступник начальника                                                                                 |
| Народна Партія                                          |                                  |                       |                    |                                               | |
| 13                                                      | Яцина Віра Іванівна              | 01.11.2010            | вища               | позапартійна                                  | Управління праці та соціального захисту населення Березнегуватської райдержадміністрації, головний спеціаліст                                        |
| 18                                                      | Шаповалова Людмила Рафаїлівна    | 01.11.2010            | середня спеціальна | позапартійна                                  | пенсіонер |
| 21                                                      | Мохоньок Інна Вікторівна         | 01.11.2010            | вища               | позапартійна                                  | Управління праці та соціального захисту населення Березнегуватської райдержадміністрації, директор територіального центру соціального обслуговування |
| 28                                                      | Галух Світлана Павлівна          | 01.11.2010            | середня спеціальна | член Народної партії                          | Березнегуватська філія Миколаївського МБТІ, технік-інвентаризатор                                                                                    |
| Партія регіонів                                         |                                  |                       |                    |                                               | |
| 3                                                       | Скляр Василь Васильович          | 01.11.2010            | середня спеціальна | член Партії регіонів                          | Березнегуватське управління газового господарства, механік                                                                                           |
| 5                                                       | Клеветенко Володимир Григорович  | 01.11.2010            | середня спеціальна | член Партії регіонів                          | Управління праці та соціального захисту населення Березнегуватської райдержадміністрації, головний спеціаліст                                        |
| 6                                                       | Тарабріна Наталя Миколаївна      | 01.11.2010            | середня спеціальна | член Партії регіонів                          | Березнегуватська селищна рада, спеціаліст-землевпорядник                                                                                             |
| 7                                                       | Якушова Наталя Віталіївна        | 01.11.2010            | вища               | член Партії регіонів                          | Березнегуватська районна рада, начальник відділу організаційно-контрольної роботи виконавчого апарату                                                |
| 8                                                       | Попович Інна Володимирівна       | 01.11.2010            | вища               | член Партії регіонів                          | тимчасово не працює |
| 9                                                       | Бойкова Людмила Петрівна         | 01.11.2010            | середня спеціальна | член Партії регіонів                          | Відділ статистики у Березнегуватському районі, головний спеціаліст-економіст                                                                         |
| 11                                                      | Авраменко Наталя Анатоліївна     | 01.11.2010            | вища               | член Партії регіонів                          | Березнегуватська селищна рада, секретар |
| 19                                                      | Гордієнко Ольга Дмитрівна        | 01.11.2010            | вища               | член Партії регіонів                          | Управління агропромислового комплексу Березнегуватської райдержадміністрації, головний спеціаліст                                                    |
| 22                                                      | Беззуб Тетяна Дмитрівна          | 01.11.2010            | вища               | член Партії регіонів                          | Районний будинок культури, директор |
| 24                                                      | Бокий Руслан В'ячеславович       | 01.11.2010            | вища               | член Партії регіонів                          | Березнегуватська районна рада, головний спеціаліст                                                                                                   |
| 26                                                      | Волинець Марина Вікторівна       | 01.11.2010            | вища               | член Партії регіонів                          | Управління Пенсійного фонду України у Березнегуватському районі, головний спеціаліст, юрист-консультант                                              |
| 27                                                      | Юхименко Лариса Володимирівна    | 01.11.2010            | вища               | член Партії регіонів                          | Березнегуватська ЦРЛ, лікар |
| 29                                                      | Тисовська Ольга Іванівна         | 01.11.2010            | середня спеціальна | член Партії регіонів                          | СООО «Схід», завідувачка складом |
| 30                                                      | Лянна Алла Федорівна             | 01.11.2010            | середня            | член Партії регіонів                          | тимчасово не працює |
| Політична партія Всеукраїнське об'єднання «Батьківщина» |                                  |                       |                    |                                               | |
| 1                                                       | Клеветенко Іван Валентинович     | 01.11.2010            | середня спеціальна | член Всеукраїнського об'єднання «Батьківщина» | приватний підприємець |
| 4                                                       | Спалило Микола Богданович        | 01.11.2010            | вища               | позапартійний                                 | приватний підприємець |
| 14                                                      | Верескун Володимир Миколайович   | 01.11.2010            | середня            | член Всеукраїнського об'єднання «Батьківщина» | Філія Березнегуватського відділення ВАТ «Березнегуватський ощадбанк», водій                                                                          |
| 20                                                      | Голокоз Валерій Борисович        | 01.11.2010            | вища               | член Всеукраїнського об'єднання «Батьківщина» | Березнегуватське управління водного господарства, головний енергетик                                                                                 |
| Політична партія «Сильна Україна»                       |                                  |                       |                    |                                               | |
| 12                                                      | Тимофєєв Олег Миколайович        | 01.11.2010            | середня спеціальна | член Політичної партії «Сильна Україна»       | Філія Березнегуватського відділення «Березнегуватський ощадбанк», охоронець                                                                          |
| 17                                                      | Бондар Володимир Антонович       | 01.11.2010            | середня спеціальна | член Політичної партії «Сильна Україна»       | приватний підприємець |
| Соціалістична партія України                            |                                  |                       |                    |                                               | |
| 15                                                      | Чиженко Раїса Василівна          | 01.11.2010            | вища               | позапартійна                                  | Березнегуватська загальноосвітня школа І-ІІ ст., вчитель                                                                                             |
| 16                                                      | Степко Олена Володимирівна       | 01.11.2010            | середня спеціальна | член Соціалістичної партії України            | приватний підприємець |
| 23                                                      | Горбунова Світлана Володимирівна | 01.11.2010            | вища               | член Соціалістичної партії України            | Березнегуватське управління газового господарства, заступник начальника з обліку газу                                                                |